# FC Santa Coloma
FC Santa Coloma je nogometni klub iz Andore, iz naselja Santa Coloma.

## Osvojeni trofeji
- Campionat de Lliga: 13

2000./01., 2002./03., 2003./04., 2007./08., 2009./10., 2010./11., 2013./2014., 2014./2015., 2015./2016., 2016./2017., 2017./2018., 2018./2019.
- Copa Constitució: 8

1991., 2001., 2003., 2004., 2005., 2006., 2007., 2009.
- Supercopa Andorrana: 4

2003., 2005., 2007., 2008.

## Europski nastupi

### Kup UEFA
| Sezona    | Natjecanje | Kolo        | Zemlja | Klup             | Domaći | Gost | Ukupno |
| --------- | ---------- | ----------- | ------ | ---------------- | ------ | ---- | ------ |
| 2001./02. | Kup UEFA   | kval. kolo  |        | FK Partizan      | 0:1    | 1:7  | 1:8    |
| 2003./04. | Kup UEFA   | kval. kolo  |        | Esbjerg fB       | 1:4    | 0:5  | 1:9    |
| 2004./05. | Kup UEFA   | 1. pretkolo |        | FK Modriča       | 0:1    | 0:3  | 0:4    |
| 2007./08. | Kup UEFA   | 1. pretkolo |        | Maccabi Tel Aviv | 1:0    | 0:4  | 1:4    |

### UEFA Liga prvaka
| Sezona    | Natjecanje       | Kolo        | Zemlja | Klub       | Domaći | Gost | Ukupno |
| --------- | ---------------- | ----------- | ------ | ---------- | ------ | ---- | ------ |
| 2008./09. | UEFA Liga prvaka | 1. pretkolo |        | FBK Kaunas | 1:4    | 1:3  | 2:7    |

## Poveznice
- Santa Coloma na uefa.com
- Santa Coloma na Weltfussball.de
- Santa Coloma na Playerhistory.com
- Santa Coloma na Transfermarkt.de  Arhivirana inačica izvorne stranice od 23. rujna 2008. (Wayback Machine)
- Santa Coloma na National Football Teams.com
- Santa Coloma na Football-Lineups.com